# Atholl (Automarke)
Atholl war eine britische Automobilmarke, die nur 1907 von Angus Murray & Sons in Glasgow gebaut wurde.
Der Atholl war ein Mittelklassewagen mit 4,0 l – Sechszylindermotor. Die Leistung betrug 25 hp (18,4 kW). Die Hinterachse war an vollelliptischen Blattfedern aufgehängt.

## Quelle
- David Culshaw & Peter Horrobin: The Complete Catalogue of British Cars 1895–1975. Veloce Publishing plc. Dorchester (1997). ISBN 1-874105-93-6